# 普尼亞京
49°38′49″N 24°41′24″E / 49.64694°N 24.69000°E
普尼亞京（烏克蘭語：Пнятин），是烏克蘭西部的村莊，隸屬利維夫州的利維夫區。該村始建於1600年，面積1.94平方公里，海拔高度332米，2001年人口203，人口密度每平方公里104.64人。